# جون أوين هيو
جون أوين هيو (بالإنجليزية: John Owen Vaughan)‏ هو لاعب كرة قدم ومدرب كرة قدم بريطاني، ولد في 1863 في ويلز في المملكة المتحدة، وتوفي في 1952.